# Comuna de Turobin
Turobin (polaco: Gmina Turobin) é uma gminy (comuna) na Polónia, na voivodia de Lublin e no condado de Biłgorajski. A sede do condado é a cidade de Turobin.
De acordo com os censos de 2004, a comuna tem 6.884 habitantes, com uma densidade 42 hab/km².

## Área
Estende-se por uma área de 162,19 km², incluindo:
- área agrícola: 76%
- área florestal: 19%

## Demografia
Dados de 30 de Junho 2004:
|                      | Total   | Total | Mulheres | Mulheres | Homens  | Homens |
| -------------------- | ------- | ----- | -------- | -------- | ------- | ------ |
|                      | pessoas | %     | pessoas  | %        | pessoas | %      |
| População            | 7095    | 100   | 3653     | 51,5     | 3442    | 48,5   |
| Densidade (pop./km²) | 43,8    | 100   | 22,5     | 22,5     | 21,2    | 21,2   |

De acordo com dados de 2002, o rendimento médio per capita ascendia a 1052,87 zł.

## Subdivisões
- Czernięcin Główny, Czernięcin Poduchowny, Elizówka, Gródki, Guzówka-Kolonia, Huta Turobińska, Nowa Wieś, Olszanka, Przedmieście Szczebrzeszyńskie, Rokitów, Tarnawa Duża, Tarnawa-Kolonia, Tarnawa Mała, Tokary, Turobin, Wólka Czernięcińska, Zabłocie, Zagroble, Załawcze, Żabno, Żabno-Kolonia, Żurawie.

## Comunas vizinhas
- Chrzanów, Goraj, Radecznica, Rudnik, Sułów, Wysokie, Zakrzew, Żółkiewka